# STOL

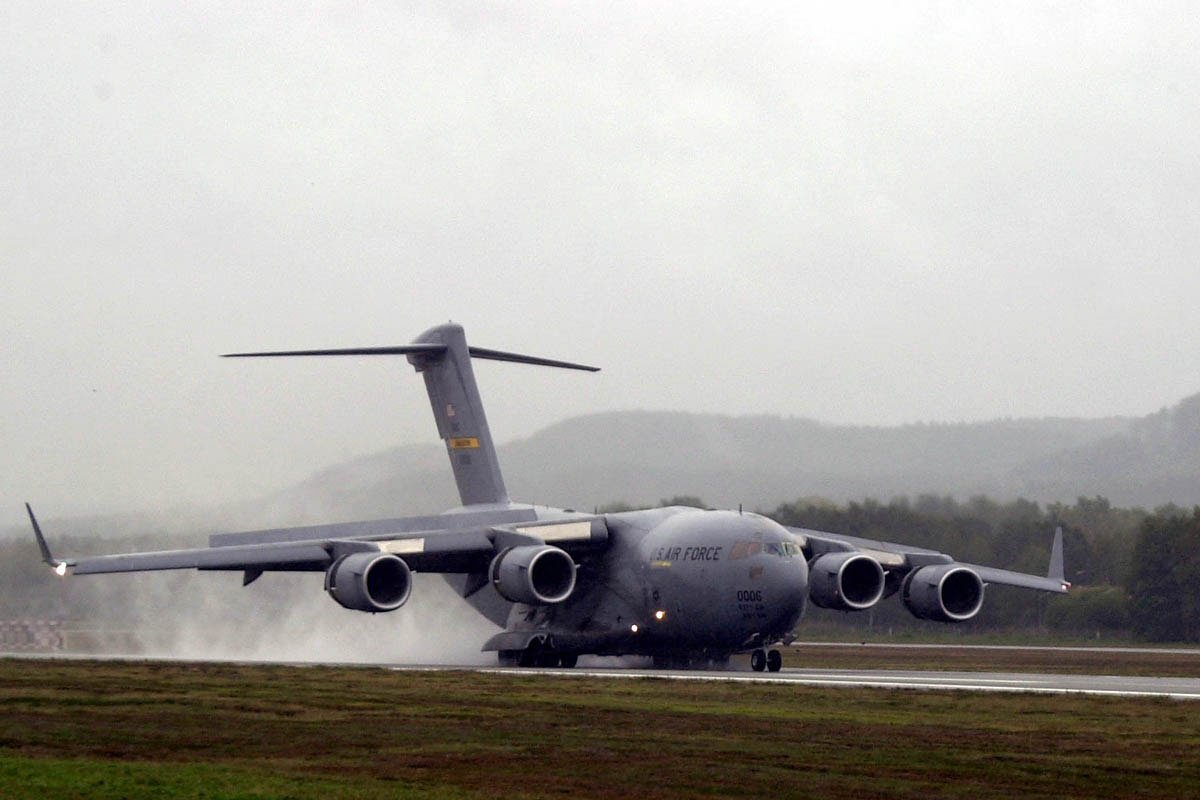
Boeing C-17 Globemaster III nord-americà realitzant un aterratge curt.

STOL és l'acrònim en anglès d'enlairament i aterratge curt (Short Take-Off and Landing). Aquest denominació s'utilitza per a avions que poden utilitzar una pista d'aterratge molt curta respecte als dissenys convencionals. Molts models d'avions lleugers compten amb aquesta capacitat, així com alguns avions militars especialitzats.

## Definició
Tot i que no hi ha una definició global de la capacitat STOL diversos organismes i governs n'ha establert les característiques. Així l'OTAN el defineix com la capacitat d'un avió per sobrepassar un obstacle de 15 m d'altura 450 m després de començar l'enlairament. Cal tenir en compte que aquesta és la distància fins a guanyar 15 m d'altitud, la longitud que ha de recórrer l'avió amb el tren d'aterratge a la pista pot ser molt menor.

## Tecnologies i dissenys STOL
Normalment els avions STOL compten amb ales grans pel pes de l'avió. A més acostumen a comptar amb elements aerodinàmics com ara flaps, slats i generadors de vòrtexs. Habitualment aquest disseny alar comporta una reducció de la velocitat màxima de l'aparell, però no afecta a la capacitat de càrrega. De fet la càrrega que es pot transportar és essencial, ja que moltes comunitats aïllades (com a Alaska o al nord del Canadà) només poden comptar amb l'enllaç aeri per part d'avions STOL per transportar passatgers i subministraments essencials.